# El Real de Gandia
El Real de Gandia és un municipi del País Valencià situat a la comarca de la Safor.
També conegut com a Benicascaix a l’edat mitjana, va ser durant la dominació musulmana un antic rahal, o gran explotació rural pertanyent al terme general de Bairén. Precisament de la paraula àrab rahal ve el nom de Real. Fins fa poc encara es conservava el tancat de l’antic hort senyorial, on hi havia un trapig per poder extraure el suc de la canya de sucre o canyamel, un cultiu molt habitual en aquells temps.
El duc de Gandia, Alfons el Vell, traspassà en herència a Hug de Cardona el Real, d’on va prendre possessió l’any 1425. El 1502, el poble tornà a formar part del ducat de Gandia, d’on l'any 1738 el poble del Real denuncià la ciutat de Gandia, Benipeixcar i Benirredrà perquè tenien terres al terme realer i es negaven a pagar la contribució. El 1535 el Real es va independitzar de Santa Maria de Gandia.

## Localització
Situat en l'Horta de Gandia, el relleu està definit per una plana sedimentària compresa entre el llit del riu Serpis i els primers contraforts de la Seerra del Mondúber.
El riu tanca el terme per la seua banda sud-est, mentre que la serra ho fa pel nord-oest. Des de València s'accedix per carretera, a través de la N-332 i la carretera d'Albaida CV-60.

## Demografia
| 1990  | 1992  | 1994  | 1996  | 1998  | 2000  | 2002  | 2004  | 2005  | 2007  | 2018  |
| ----- | ----- | ----- | ----- | ----- | ----- | ----- | ----- | ----- | ----- | ----- |
| 1.956 | 1.902 | 1.867 | 1.802 | 1.790 | 1.789 | 1.845 | 1.892 | 1.968 | 2.110 | 2.395 |

## Política i govern

### Composició de la Corporació Municipal
El Ple de l'Ajuntament està format per 11 regidors. En les eleccions municipals de 26 de maig de 2019 foren elegits 7 regidors del Partit Socialista del País Valencià (PSPV-PSOE), 3 del Partit Popular (PP) i 1 de Compromís pel Real de Gandia (Compromís).
| Eleccions municipals de 26 de maig de 2019 - el Real de Gandia                                                                |                                          |                                     |                                     |        |          |          |
| Candidatura | Candidatura                              | Candidatura                         | Cap de llista                       | Vots   | Vots     | Regidors |
| | Partit Socialista del País Valencià-PSOE |                                     | Gustavo Mascarell Tarazona          | 835    | 59,18%   | 7 (+2)   |
| | Partit Popular                           |                                     | Olga Teresa Gómez Ortuño-Martínez   | 345    | 24,45%   | 3 (-2)   |
| | Compromís pel Real de Gandia             |                                     | Marta Amparo Signes Castellà        | 227    | 16,09%   | 1 ()     |
| | Vots en blanc                            |                                     |                                     | 4      | 0,28%    |          |
| Total vots vàlids i regidors                                                                                                  | Total vots vàlids i regidors             | Total vots vàlids i regidors        | Total vots vàlids i regidors        | 1.411  | 100 %    | 11       |
| | Vots nuls                                | Vots nuls                           | Vots nuls                           | 13     | 0,91%    |          |
| Participació (vots vàlids més nuls)                                                                                           | Participació (vots vàlids més nuls)      | Participació (vots vàlids més nuls) | Participació (vots vàlids més nuls) | 1.424  | 76,03%** |          |
| Abstenció | Abstenció                                | Abstenció                           | Abstenció                           | 449*   | 23,97%** |          |
| Total cens electoral | Total cens electoral                     | Total cens electoral                | Total cens electoral                | 1.873* | 100 %**  |          |
| Alcalde: Gustavo Mascarell Tarazona (PSPV) (15/06/2019)                                                                       |                                          |                                     |                                     |        |          |          |
| Fonts: JEC, JEZ Gandia, M. Interior, Periòdic Ara. (* No són vots sinó electors. ** Percentatge respecte del cens electoral.) |                                          |                                     |                                     |        |          |          |

### Alcaldes
Des de 2017 l'alcalde del Real de Gandia és Gustavo Mascarell Tarazona de PSPV.
| Període                       | Alcalde o alcaldessa                                                    | Partit polític      | Data de possessió                | Observacions                  |
| ----------------------------- | ----------------------------------------------------------------------- | ------------------- | -------------------------------- | ----------------------------- |
| 1979–1983                     | José Blay Espí                                                          | PSPV-PSOE           | 19/04/1979                       | --                            |
| 1983–1987                     | José Blay Espí                                                          | PSPV-PSOE           | 28/05/1983                       | --                            |
| 1987–1991                     | Juan Bautista Peiró Mira                                                | AP                  | 30/06/1987                       | --                            |
| 1991–1995                     | Ángel Climent López                                                     | PP                  | 15/06/1991                       | --                            |
| 1995–1999                     | José Vicente Miret Peiró                                                | PSPV-PSOE           | 17/06/1995                       | --                            |
| 1999–2003                     | José Vicente Miret Peiró                                                | PSPV-PSOE           | 03/07/1999                       | --                            |
| 2003–2007                     | José Vicente Miret Peiró                                                | PSPV-PSOE           | 01/01/2004                       | --                            |
| 2007–2011                     | Vanesa Martínez Viñarta Vicente Mahiques Fornés Vanesa Martínez Viñarta | PP Bloc-EV PP       | 16/06/2007 21/07/2009 27/07/2009 | Pacte de Govern PP+Bloc-EV -- |
| 2011–2015                     | Vanesa Martínez Viñarta                                                 | PP                  | 11/06/2011                       | --                            |
| 2015–2019                     | Marta Signes Castellà Gustavo Mascarell Tarazona                        | Compromís PSPV-PSOE | 13/06/2015 15/06/2017            | Pacte de govern --            |
| 2019-2023                     | Gustavo Mascarell Tarazona                                              | PSPV-PSOE           | 15/06/2019                       | --                            |
| Des de 2023                   | n/d                                                                     | n/d                 | 17/06/2023                       | --                            |
| Fonts: Generalitat Valenciana |                                                                         |                     |                                  |                               |

## Economia
El principal sector econòmic és el cultiu i comercialització d'agres i cítrics. La superfície cultivada suposa la meitat del total, mentre que l'altra meitat està ocupada per edificacions urbanes i vies de comunicació. En regadiu es cultiven taronges i hortalisses.

## Monuments

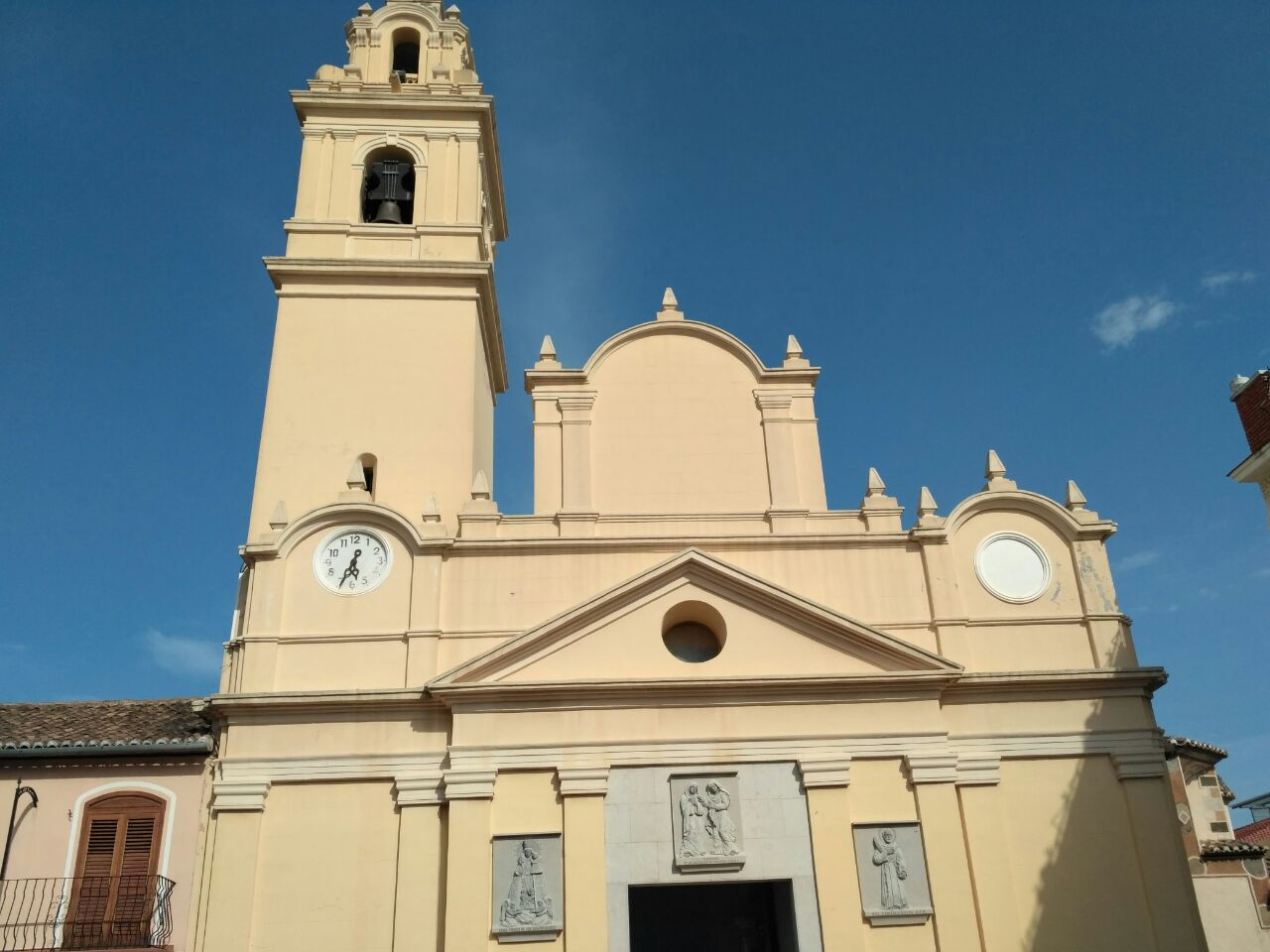
Església de la Visitació

- Església de la Visitació de Santa Maria
- Cova de l'Autopista. Cavitat subterrània natural que integra una xarxa davisiana de possible formació quaternària. 4.500 metres han sigut topografiats.
- Molí de Dalt o del Duc. Situat a la séquia de l'Assut, és l'únic molí que queda dels tres que hi havia al poble. Fou construït cap a mitjans del segle xviii, va finalitzar la seua activitat molinera en la dècada dels 50 del segle xx.
- Pont de Saladar. Pont a través del qual fa entrada al terme municipal del Real la séquia mare de Vernissa.